# 佐伊·德托莱多
佐伊·德托莱多（英語：Zoe de Toledo，1987年7月17日—），英国女子赛艇运动员。她曾代表英国参加2016年夏季奥林匹克运动会赛艇比赛，获得女子八人单桨有舵手银牌。